# Wiesław Theiss
Wiesław Tomasz Theiss (ur. 6 kwietnia 1946 we wsi Mała Klonia, w województwie kujawsko-pomorskim) – polski pedagog, specjalista w zakresie pedagogiki społecznej i dziejów myśli społeczno-wychowawczej, profesor nauk humanistycznych, profesor zwyczajny Uniwersytetu Warszawskiego (UW), były prorektor Wyższej Szkoły Dziennikarskiej im. Melchiora Wańkowicza w Warszawie. Członek Komitetu Nauk Pedagogicznych PAN w kadencjach: 2003–2006, 2007–2011 oraz 2012–2014.

## Życiorys
W 1972 ukończył studia na Uniwersytecie Gdańskim. W 1990 uzyskał na Wydziale Pedagogicznym Uniwersytetu Warszawskiego stopień doktora habilitowanego nauk humanistycznych w zakresie pedagogiki na podstawie rozprawy Dzieci syberyjskie. Dzieje polskich dzieci repatriowanych z Syberii i Mandżurii. Od 1999 profesor zwyczajny UW. Kierownik Katedry Pedagogiki Społecznej i Pedagogiki Specjalnej Wydziału Pedagogicznego UW. Członek między innymi Towarzystwa Wolnej Wszechnicy Polskiej oraz Polskiego Towarzystwa Korczakowskiego.
Wykładowca także na Akademii Pedagogiki Specjalnej im. Marii Grzegorzewskiej w Warszawie w katedrze Socjologii Edukacji.

## Wybrana bibliografia autorska
- Radlińska (Żak, Warszawa, 1997; ISBN 83-86770-53-8)
- Troska i nadzieja : działalność społeczno-wychowawcza ks. Henryka Szumana na Pomorzu w latach 1908-1939 (Wydawnictwo Adam Marszałek, Toruń, cop. 2012; ISBN 978-83-7780-493-3)
- Zniewolone dzieciństwo: socjalizacja w skrajnych warunkach społeczno-politycznych (Żak, Warszawa, 1996; ISBN 83-86770-28-7)

## Odznaczenia
- Order Wschodzącego Słońca, Złote Promienie ze Wstęgą (2023)[2][3]